# Doljani (Otočac)
Doljani is een plaats in de gemeente Otočac in de Kroatische provincie Lika-Senj. De plaats telt 14 inwoners (2001).